# Sávos tanrek

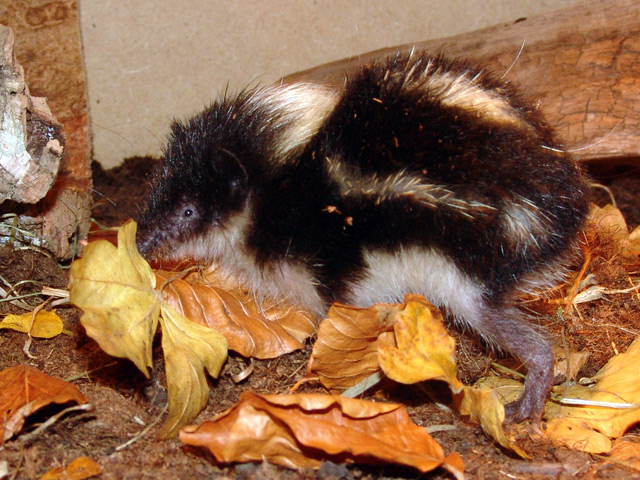

A sávos tanrek (Hemicentetes semispinosus) az emlősök (Mammalia) osztályának az Afrosoricida rendjébe, ezen belül a Tenrecomorpha alrendjébe, a tanrekfélék (Tenrecidae) családjába és a Tenrecinae alcsaládjába tartozó faj.

## Előfordulása
Madagaszkár keleti részén honos. A trópusi esőerdőben található meg.

## Megjelenése
A pennát színe fekete és sárga. Testhossza 140 mm. Testtömege 125-280 g.

## Életmódja
A sávos tanrek éjjeli állat, többnyire magányos. Tápláléka rovarok, férgek és egyéb gerinctelenek. Átlagosan 2 évig él.

## Szaporodása
Az ivarérettség 25 naposan kezdődik. A párzási időszak novembertől májusig tart. Az 55-58 napig tartó vemhesség végén 1-11 kölyök születik. A kölykök 11 grammosak. 25 naposan kerül sor az elválasztásra.